# تكية مولوية

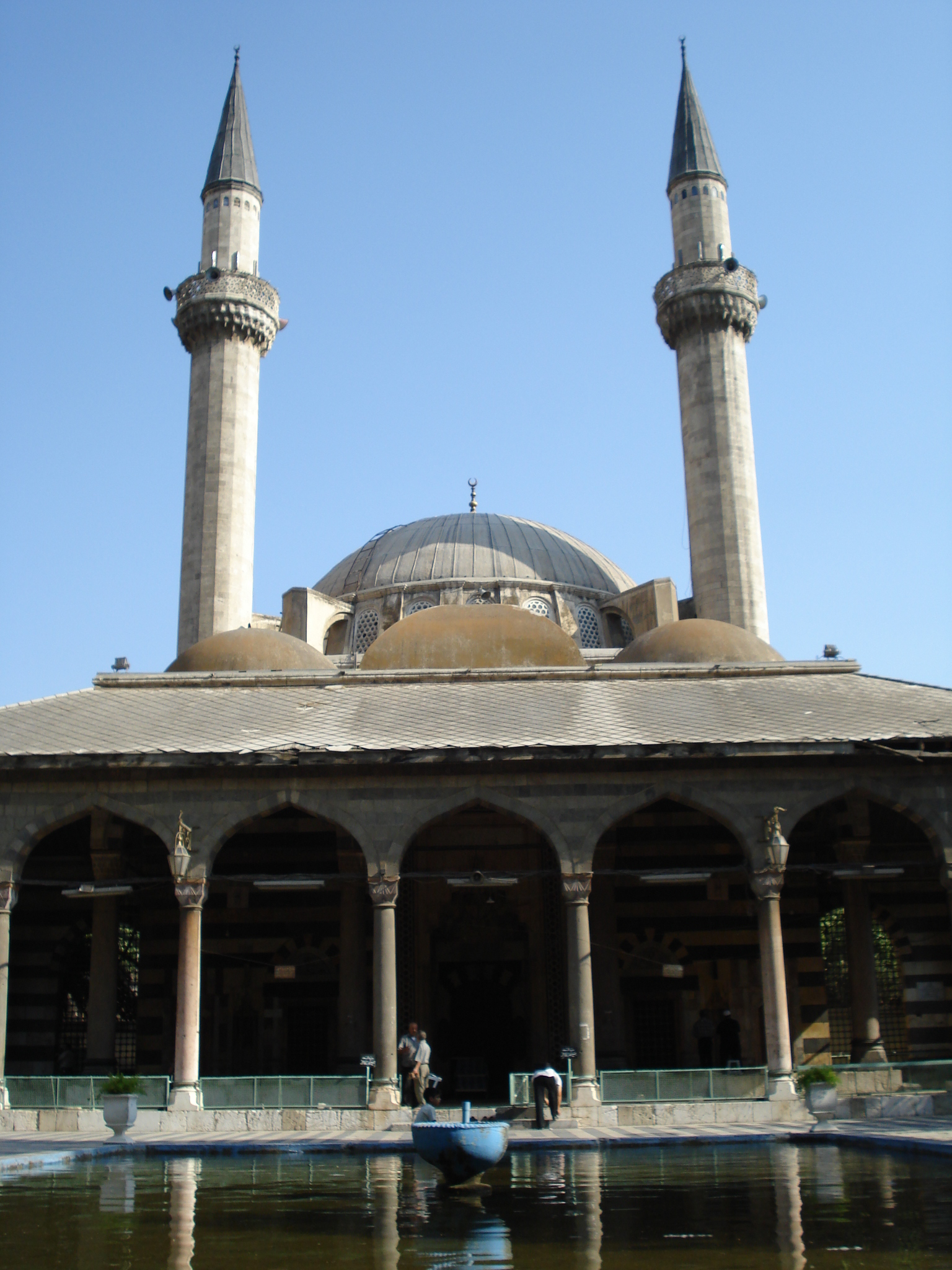
التكية السليمانية في دمشق

التكية المولوية (ج تكايا مولوية؛ (بالتركية العثمانية: مَولَوی خانه)‏، ج مَولَوی خانه‌لر) هي تكية استعملها المولويون كملجاء للدراويش أي المريدين المولويين. في الأساس، أُنشأت التكايا من قبل العثمانيين لرعاية من لا عائل لهم، والذين لا يقدرون على الكسب، والعجزة، وكبار السن العاجزين، والأرامل من النساء اللائي لا يستطعن ضرباً في الأرض، إلى جانب الفقراء والغرباء وعابري السبيل الذين لا يجدون لهم مأوى في البلاد التي يمرون بها -وخاصة إذا كانوا قاصدين حج بيت الله الحرام. وعند انتشار المولوية أصبحت بعض التكايا المكان الذي يقيم فيه الدراويش. ويقضون أوقاتهم في العبادة، وفي الذِكر الذي كان كثيرا ما يصاحَب بالرقص الدائري الصوفي والموسيقى. مع إضمحلال المدارس في العهد العثماني، انتعشت الزوايا والتكايا، وازداد عدد الصوفية والدراويش. وأصبحت ملجاء للفقراء عبر العصور. وبعد الحرب العالمية الأولى، حظر أتاتورك الديانات ومنه المولوية فهدم الكثير من التكايا، وحول بعضها إلى متاحف وأغلق الباقي.
ومن ميزات التكايا المولوية أنها كانت مركزا لتطوير الفكر والموسيقى والشعر بالإضافة للترقي الروحي والعبادة.

## التسمية
التكيّة، هي الكلمة التركية المسايرة للخانقاه وللزاوية. وكلمة تكية نفسها غامضة الأصل وفيها اجتهادات. فبعضهم يرجعها إلى الفعل العربي «اتكأ» بمعنى استند أو اعتمد، خاصة أن معاني كلمة «تكية» بالتركية تعني الاتكاء أوالاستناد إلى شيء للراحة والاسترخاء. ومن هنا تكون التكية بمعنى مكان الراحة والاعتكاف. ويعتقد المستشرق الفرنسي «كلمان هوار» أن الكلمة أتت من «تكية» الفارسية بمعنى جِلد، ويعيد إلى الأذهان، أن شيوخ الزوايا الصوفية كانوا يجعلون جلد الخاروف أو غيره من الحيوانات شعارا لهم. ومن الأسماء التي أطلقت عليها: خان الملولية (مولويخانة بالتركي) وزوايا المولوية والسمخانة (أي قاعة السمع). التكية في اللغة التركية القديمة تعني مكان مرتفع قليلا بارتفاع نصف متر أو أكثر بقليل صنعت خصيصاً للجلوس عليها للراحة ولغيرها كانت موجودة في الخانات وتعتبر مثل القنفة وبقيت في زماننا تصنع في أبواب البيوت الكبار فيجلس عليها المارة للراحة وووو وتستعمل كمنبر ومسرح يعرض عليها ولها احجام حسب نوع الاستخدام أما التسمية فأطلقت على الحال وارادوا بها المحل

## هندسة التكية المعمارية
وكان معظم التكايا مبني يتألف من الأقسام التالية:
- قاعة داخلية واسعة
- السمعخانة وهي قاعة تستخدم للذكر، والصلاة والرقص الصوفي الدائري.
- غرف للمريدين وهي الغرف الذي ينام بها الدراويش
- غرفة استقبال لاستقبال العامة
- قسم الحريم وهو مخصص لعائلات الدراويش
- وقاعة طعام جماعية ومطبخ.[5]

## التكايا المولوية حول العالم

### تربة خانة في قونيا - تركية
«التربة خانة» هي صرح في قونيا بتركية أنشأها المولويون وتعد أشهر «تكية مولوية». واسمها تركي يعني قاعة المدفن. كما تسمى بتكية الرة مي أو متحف الرومي أو بالمزار في قونيا. وهو البيت الذي أهدآه السلطان السلجوقي علاء الدين كيقباذ إلى والد جلال الدين الرومي، بهاء الدين ولاد الملقب بسلطان العلماء. ودفن سلطان العلماء في 12 كانون الثاني 1231 في المكان. ورفض جلال الدين من جعل قبر أباه مكان للزيارة. وبعد وفاة الرومي في 17 كانون الأول 1273م ودفنه بجانب والده، قام ابنه بجعل موقع القبر مكان للزيارة فتم إنشاء القبة الخضراء على أربعة أعمدة من قبل المعمار بدر الدين التبريزي مقابل 130.000 درهم سلجوقي.
وخلال القرن الثالث عشر، تحول المبنى إلى صرح ضخم واحتوى مسجد، قاعة للرقص الروحي، جناح لسكن دراويش الطريقة المولوية، مدرسة ومضياف لرواد الطريقة المولوية. ويجذب المزار حجاجا من جميع بلاد العالم لما للرومي من أتباع ومريدون من مختلف الديانات والملل. وفي عام 1927، حولته حكومة الجمهورية التركية إلى متحف بعد أن حظرت المولوية في البلاد. والأن’ يجذب المتحف أكثر من مليوني سائح في العام.
منظر ويكيمابيا لمزار الرومي في قونيا

### التكية السليمانية في دمشق
تعتبر التكية السليمانية التي بناها السلطان سليم في دمشق من أهم التكايا ومرت بمراحل تاريخية هامة وقد زارها الكثير من الرحالة والمستشرقين وابدو اعجابهم بروعة وحسن بنائها وجمال المأذن الممشوقة لمسجدها والقبب الكثيرة التي تغطيها، وتتكون التكية من جزئين الأول عبارة عن مسجد وقاعات وصحن وسطي تحيط به مجموعة من القاعات والغرف واليا تضم متحف دمشق الحربي وصالات مختلفة وباحة تحتوي بركه مياه في الوسط والثاني تضم قاعة رئيسية كبيره واسعة وباحة في الوسط تحيط بها الغرف من جميع الجوانب تحولت حاليا إلى سوق للمهن اليدوية الفلكلورية السورية وهي عبارة عن حانات بقناطر تحيط بالصحن الداخلي وممر يحتوي سوق للبيع بمجموعة من البازرات للمشغولات التقليدية الدمشقية.

### خان المولوي في إسطنبول - تركية
خان المولوي في منطقة غلاطة في اسكنبول هو أول تكية مولوية انشئ في المدينة عام 1491م مع أن المبنى الحديث أجدد من هذا التاريخ. أول من خدم في هذه التكية كان سلطاني ديواني سمعي ده ده ثم خلفه صافي ده ده الذي أحيا المحفل. ثم استخدمه أتباع طريقة الخلوتي الصوفية. ثم أعيدت إلى المولوية في القرت السابع عشر. وذلك الحين، اشتملت الخانة على 100 غرقة للدراويش. ومن الجدير ذكره أن الخانة لعبت دورا هاما في عمليات التحديث التي بدأها السلطان سليم الثالث. وخلال هذه الفترة تمت توسعة الصرح واعادة تأهيله. والآن أصبحت متحف للأدب العثماني الكلاسيكي.
وكان هناك العديد من التكايا في إسطنبول مثل التكية في كوليبيكاشي، بحرية، قاسم باشا وأسكودار.
- موقع الخانة في غوغل إيرث-(بحاجة لمحرك خارجي مجاني)

### التكية المولوية - نقوسيا
عند استيلأ العثمانيون على جزيرة قبرص كان قواد الجيش (لالا مصطفى باشا وأراب أحمد باشا) من المولويين وكذلك كانا المفتي والقاضي المعينين في الجزيرة. وبنهاية القرن السادس عشر أشادو المبنى الذي أصبح التكية. وبداخل المبنى يوجد سمعخانة وبعض المدافن لستون شيخا من شيوخ الطريقة. وبقيت تكية مولوية إلى أن حظر أتاتورك الطريقة المولوية فأصبحت متحفا للدراسات العرقية.

### مسجد المولوية في دمشق

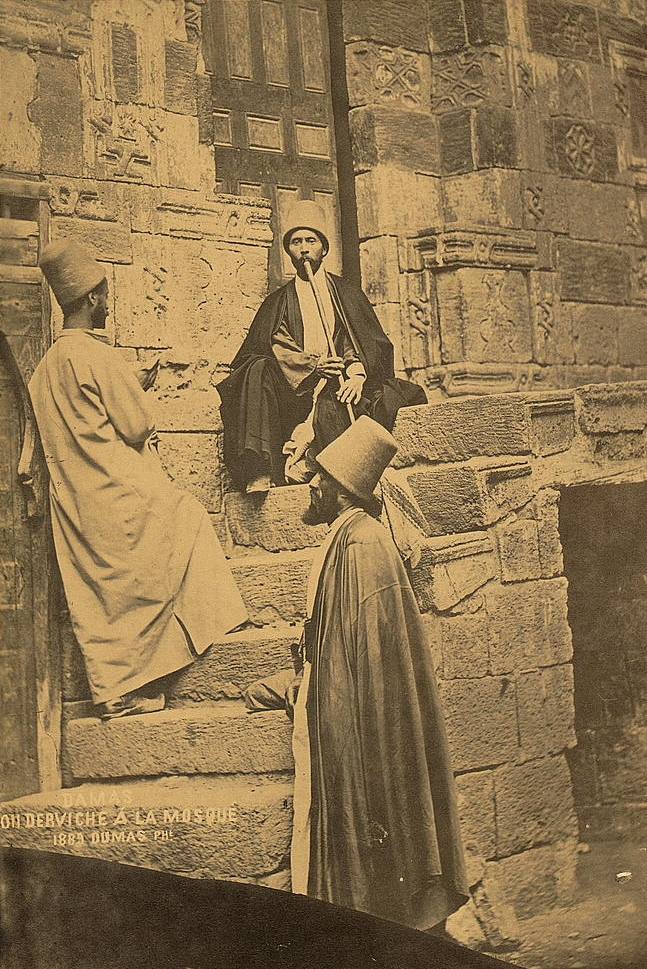
دراويش أمام تكية في دمشق

مسجد الميلوية في دمشق كان أحد التكايا المولوية في المدينة. سمية ميليوية بتحريف كلمة مولوية باللهجة الدمشقية الشامية المحلية. بنيت في الفرن السادس عشر وأصبحت مركز المولويين في العام 1923 عندما هاجر إليها اتباع الطريقة بعد حظر أتاتورك لنشاطهم.
- منظر ويكيمابيا لمسجد الملوية في دمشق.
- صورة للمسجد المولوي على بانوراميو.

### تكية المولويةبطرابلس الشام
التكية المولوية بمدينة طرابلس اللبنانية هي من أبرز الآثار في طرابلس، بنيت عام 1028 هجرية الموافق 1619 ميلادية، ونسبت إلى صوفيين لقبوا بالدراويش اتخذوها مقرا لهم.
وحظيت التكية المولوية بإعجاب الرحالة الذين زاروها عربا وأجانب. ويعتبر ابن محاسن الدمشقي أول من زارها، وأرخ لبنائها سنة 1048 هـ الموافق 1639م. وزارها الشيخ عبد الغني النابلسي أواخر القرن السابع عشر، وشبّهها بالجنة. وفي الثلث الأول من القرن التاسع عشر زارها البريطاني جون كارن ووصفها بالسحر. وفي صيف 1919 قصدها المستشرق الهولندي فدي يونغ ليفيد منها في أبحاث.
بعد إكتمال أعمال الترميم التي قامت بها الوكالة التركية للتعاون والتنسيق ( تيكا)  في التكية المولوية في طرابلس  تم إعادة  تسليمها لمتولي ألاوقاف المولوية في لبنان الحاج حسني نظيف مولوي  وهي آلان في عهدته.
وقد كلف الاستاذ نهاد نبيل مولوي القيام بمهام  مدير التكية 
- منظر ويكيمابيا لموقع تكية المولوية بطرابلس

### الدار العلائية في اللاذقية
هي مبنى في اللاذقية لم يبق منه إلا الواجهة الرئيسية المؤلفة من باب يعلوه قوس أصغر من نصف دائرة، فوقه لوحة رخامية، نقش عليها البيتان التاليان:
دار يدور بها السرور على السنين/بدأ بنشائها الأمير علاء الدين
سعد السعود مقيم في تأرّخها/سد فادخلوها بسلام آمنين
وقد أشير أسفل ذلك إلى سنة البناء بالأرقام: سنة 995هـ- 1587م. يحتضن الباب من جانبيه نوافذ تزينها نقوش هندسية ونباتية تعكس الفن السلجوقي المتأخر. وقام فوق الطريق الملاصق للواجهة عقود حجرية تشبه أسواق حلب المسقوفة. بينما تذكرنا واجهة البناء بواجهات المدارس السلجوقية في بلدة قونيه من أعمال الأناضول ولذلك يعتبر تكية للدراويش المولوية.
وهناك تكية المولوية أخرى في المدينة بنيت زمن السلطان عبد العزيز قرب ضريح والده السلطان (إبراهيم بن أدهم) في اللاذقية والتي عرفت بين الناس باسم (مسجد أم السلطان).

### تكية القدس
مسجد المولوية أو التكية المولوية من أهم التكايا التي أقامها العثمانيون في القدس. وقد بناها قائدالقدس خداوند كاربك عام 995هـ. وكان تعيين شيخ التكية يأتي من الشيخ الأعلى للطريقة المولوية في قونية بالأناضول. كانت التكية المولوية مؤلفة من طابقين وبناؤها جميل متواضع له مدخل ضيق وجدران بيضاء. ولها أملاك وأوقاف للإنفاق عليها، إندثرت كلها. وتوفي في سبعينيات القرن الماضي آخر شيخ من شيوخها، وهو الشيخ عادل المولوي الطرابلسي الأصل.

### تكية البكتاشية
تقع تكية البكتاشية في داخل كهف السودان بسفح جبل المقطم في القاهرة. وقد عرف كهف السودان بعدة أسماء أيضا مثل ضريح عبد الله المغاوري وزاوية المغاوري وخانقاه وتكية المغاوري. وقد ذكر المؤرخ القريزي أن الذي أنشأ هذا الكهف جماعة من السودان قاموا بحفر ونحت كهف في الجبل المقطم نسب إليهم وعرف باسمهم وذلك في عهد الخليفة الفاطمي الظاهر لإعزاز دين الله.
وقد اتخذت طائفة المولوية أو الجلاليون نسبة إلى جلال الدين الرومي هذا الكهف زاوية لهم فترة من الزمن في القرن الخامس عشر الميلادي. ولقد كان من شيوخ هذه التكية الشريف «نعمة الله الحسيني» شيخ زاوية كرمان الجلالية الذي قدم إلى مصر سنة 820هـ ولما مات الشيخ الحسيني قام بتجديد كهف السودان أو التكية الشريف نور الدين أحمد الأيجي الذي قام بوضع لوحة من الحجر تحتوي على النص التأسيسي فوق مدخل المغارة الأصلي للكهف والموجودة إلى الآن باسم شيخه الشريف الحسيني ويرجع تاريخ هذه اللوحة إلى سنة 905 هـ. ثم آلت التكية أو كهف السودان بعد ذلك إلى طائفة أو دراويش البكتاشية وهي طريقة أناضولية دراويشها من الأتراك عملت الدولة العثمانية منذ قيامها على حمايتها وتنسب هذه الطريقة إلى «حاجي بكتاش» ويرجع تاريخها إلى القرن الخامس عشر الميلادي. وكانوا يسكنون أول الأمر في تكية القصر العيني التي أنشأها سنة 806هـ الناصر فرج بن برقوق ثم سكن بها الشيخ عبد الله المغاوري بدراويشه بعد ذلك وظلوا بها إلي أن انتقلوا إلى كهف السودان بدلا من المولوية وذلك في عهد الخديوي إسماعيل باشا، حيث قام البكتاشية بطرد البدو من التكية ونظفوها وأعادوا لضريح المغاوري رونقه وفرشوه بالطنافس وعلقوا الثريات. وخلال الفترة من عام 1321إلى عام 1345هـ قام كلا من الأمير كمال الدين حسين نجل السلطان حسين والأمير لطفي – أحد شيوخ التكية – بتجديد ضريح المغاوري كما يتضح من النص التأسيسي بضريح عبد الله المغاوري.

### أماكن أخرى

#### تركيا

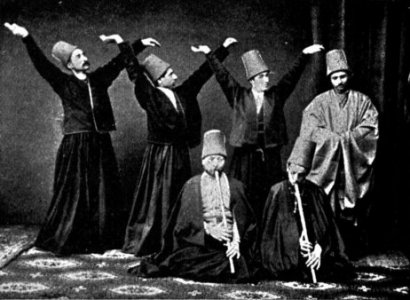
دراويش 1887ميوجد

التكايا في المدن التركية التالية: أفيون، كوتاهيا، بورصة وغاليبولو.

#### البلاد العربية
يوجد تكايا في المدن العربية التالية: حلب، طرابلس الغرب، الجزائر.مصر

### أوروبا
كان يوجد العديد من التكايا المولوية في البلاد الأوروبية التي احتلها العثمانيون مثل بلاد البلقان، أوكرانيا والمجر.

#### بلاد الغرب
يوجد محافل للمولويين الآن في ألمانيا، كاليفورنيا ونيو ميكسيكو.